# Chaetodon paucifasciatus
Chaetodon paucifasciatus — вид риб родини Chaetodontidae.

## Назва
В англійській мові має назву «коронована риба-метелик» (англ. crown butterflyfish).

## Опис
Риба до 14 см завдовжки, біла з чорними смугами-шевронами та різким переходом у червоний колір у задній частині. Зустрічається зазвичай парами чи малими групами. Харчується м'якими коралами, водоростями, ракоподібними.

## Галерея

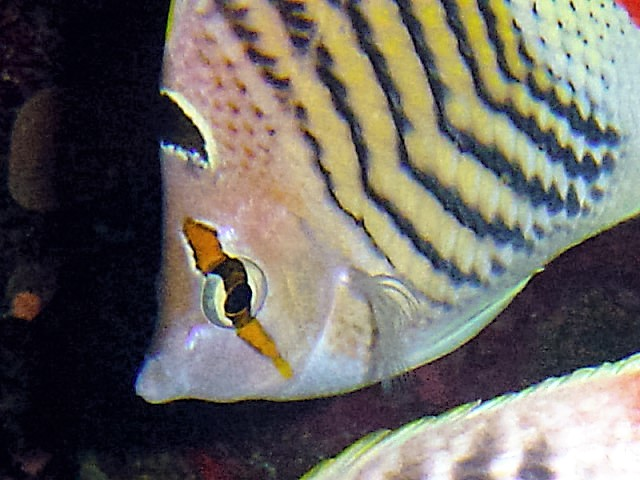
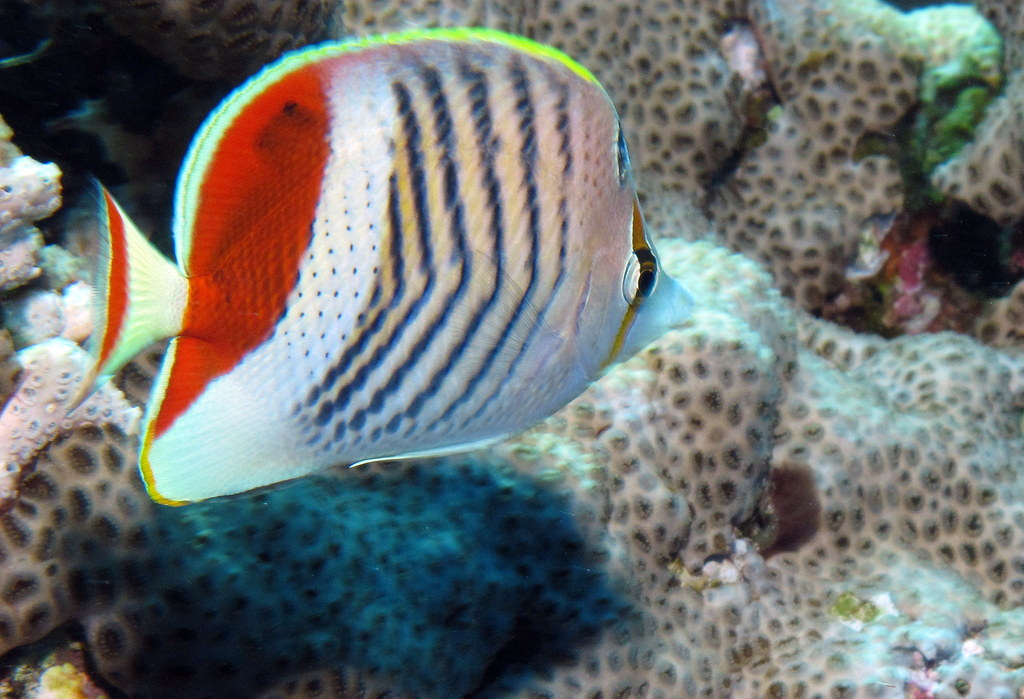

## Поширення та середовище існування
Живе у багатих на коралові рифи територіях та затоках на глибині від 1 до 30 м від Червоного моря до Аденської затоки.